# J.B. Pritzker
J.B. Pritzker   (Atherton, 19 de gener de 1965) és un inversor de risc estatunidenc i polític. Té un patrimoni estimat de 3.500 milions de dòlars. Va ser elegit, com a candidat del Partit Demòcrata dels Estats Units, governador d'Illinois en les eleccions del 2018, on ha augmentat el salari mínim i està a favor de la regulació de les armes.